# Coenzima A

Estructura de la coenzima A: 1) 3'-fosfoadenosina, 2) difosfato, organofosfato anhídrido, 3) ácido pantoico, 4) β-alanina, 5) Cisteamina

La coenzima A (CoA, CoASH o HSCoA) es una coenzima, notable por su papel en la biosíntesis y la oxidación de ácidos grasos, así como en la descarboxilación oxidativa del ácido pirúvico, paso previo al ciclo de Krebs. Su molécula consta de ácido pantoténico (vitamina B5), adenosín difosfato y  cisteamina.

## Descubrimiento
La coenzima A se identificó por primera vez por Fritz Lipman en 1946, quien más tarde acuñó su nombre. Se determinó su estructura a comienzos de la década de 1950 at the Lister Institute, en Londres, conjuntamente por Lipman y otros trabajadores de la Escuela de Medicina Harvard y del Hospital General de Massachussetts. Lipman inicialmente pretendía estudiar la transferencia de grupos acetilo en animales, y a partir de estos experimentos identificó un factor único que no estaba presente en extractos de enzimas pero sí en todos los órganos de animales. Fue capaz de aislarlo y purificarlo a partir de hígado de cerdo y descubrió que su función estaba relacionada con una coenzima activa en acetilación de colina. El trabajo de Beverly Guirard, Nathan Kaplan y otros colaboradores determinó que el ácido pantoténico es un componente central de la coenzima A. Esta recibió su nombre en referencia a "activación de acetato". En 1953, Fritz Lipman recibió el Premio Nobel en Fisiología o Medicina "por su descubrimiento de la coenzima A y su importancia en el metabolismo intermediario".

## Función
Puesto que la coenzima A es químicamente un tiol, puede reaccionar con los ácidos carboxílicos para formar tioésteres, de modo que actúa como un portador del grupo acilo. Cuando una molécula de coenzima A lleva un grupo acetilo se denomina acetil-CoA, que es un importante elemento común para muchas rutas del metabolismo de todas las células.

## Grupos acilo unidos al coenzima A
- Propionil-CoA
- Acetoacetil-CoA
- Coumaril-CoA - biosíntesis de flavonoides y estilbenoides.
- Malonil-CoA - biosíntesis de ácidos grasos.
- Succinil-CoA - ciclo de Krebs.
- Butiril-CoA
- Hidroximetilglutaril-CoA - biosíntesis de isoprenoides.
- Pimelil-CoA - biosíntesis de biotina.